# سینما باربد
سینما باربد نام یک سالن نمایش فیلم‌های سینمایی در شهر کرمانشاه بود. این سینما دومین سالن سینمایی بود که در این شهر تأسیس شد. سینما باربد در سال ۱۳۱۲ خورشیدی تأسیس شد و تا سال ۱۳۲۴ فعال بود.

## تاریخچه
در سال ۱۳۱۲ هدایت‌الله پالیزی (وکیل‌الدوله سوم) که در دوره‌های دهم، یازدهم،‌ دوازدهم، سیزدهم و پانزدهم مجلس شورای ملی یکی از نمایندگان کرمانشاه در این مجلس بود، در یکی از ساختمان‌های خود در محلۀ فیض‌آباد که پس از احداث خیابان شاهپور (مدرس) در مسیر تعریض واقع شده‌بود، سالن سینمایی به نام سینما باربد احداث کرد. سینما باربد دارای سالن نمایش فیلم تابستانی (روباز) و نیز سالن زمستانی بود و همچنین برق آن به وسیلۀ ژنراتور اختصاصی تأمین  می‌شد. سینما باربد در ابتدا تنها به نمایش فیلم‌های صامت می‌پرداخت،‌ اما بعداً به امکانات پخش فیلم‌های ناطق نیز مجهز شد. نمایش فیلم‌های صامت با زیرنویس به زبان فارسی همراه بود،‌ و از آنجا که اکثریت جمعیت شهر کرمانشاه را مردم کُرد تشکیل می‌دادند و افراد کمی با زبان فارسی آشنایی داشتند، تماشاچیان صندلی کنارِ خود را رزرو کرده و به دنبال افرادی می‌گشتند که بتوانند زیرنویس‌های فارسی را بخوانند تا آن‌ها را به عنوان مترجم در کنار خود بنشانند. برخی منابع تاریخ تعطیلی سینما باربد را سال ۱۳۲۴ ذکر کرده‌اند، اما گفته می‌شود که این سینما دست‌کم تا سال‌های ۱۳۲۹-۱۳۳۰ دایر بوده‌است.

## موقعیت
سینما باربد در خیابان شاهپور (مدرس کنونی) و در مکان پاساژ قدس کنونی قرار داشته‌است.

## مالکیت
محمدعلی سلطانی بنیانگذار و مالک سینما باربد را هدایت‌الله پالیزی نمایندۀ مجلس دانسته‌است. اما جواد سحابی مالک این سینما را فردی به نام زند وکیل‌الدوله دانسته و سال تأسیس آن را هم ۱۳۱۶ عنوان کرده‌است. اردشیر کشاورز نیز سال تأسیس این سینما را همان ۱۳۱۲ ولی بنیان‌گذار آن را فردی به نام رفعت‌السلطنه عنوان کرده‌است.

## ساختمان سینما
ساختمان سینما باربد دارای سردری هلالی شکل بود و دو مجسمه در دو طرف ورودی آن قرار داشت. در ورودی سینما چوبی، دولنگه و آبی رنگ بود. ورودی سینما پاگرد کوچکی داشت که دو باجۀ بلیط‌فروشی در دوسوی آن قرار داشت. این پاگرد به یک سالن انتظار می‌رسید که به سالن اصلی نمای فیلم راه داشت. صندلی‌های سالن فلزی و کفی آن‌ها چوبی بود.

## فضای سینما
سینما باربد در آغاز فعالیت خود به نمایش فیلم‌های صامت و نیز انیمیشن می‌پرداخت. موسیقی فیلم به وسیلۀ گرامافون‌های بوقی و صفحه‌های هفتاد و هشت دور همزمان در داخل سالن و بیرون آن پخش می‌شد. به گفتۀ محمد حبیبیان تماشاگران عمدتاً سواد خواندن و نوشتن به زبان فارسی نداشتند و تلاش می‌کردند فرد باسوادی را پیدا کنند و کنار خود بنشانند تا زیرنویس‌ها را برایشان بخواند. گاه موقع خواندن زیرنویس فیلم‌ها با صدای بلند سر و صدایی در سالن سینما به پا می‌شد. همچنین فروشندگان دوره‌گرد اجناس خود از قبیل آجیل، شیرینی، آدامس، سیگار و ... را با صدای بلند تبلیغ می‌کردند و سر و صدا در سالن هنگام نمایش فیلم امری طبیعی بود.